# Saonek
L'île Saonek est une île connue sous le nom de « trois îles » avec l'île Saonek Monde et l'île Mios Kon par les navires passant en direction de Raja Ampat. L'île Saonek est le centre administratif du district de South Waigeo. L'île Saonek est accessible depuis la ville de Waisai en 15 minutes en hors-bord.
Cette île est habitée par 105 familles composées de tribus papoues indigènes et d'immigrants. Sur l'île de Saonek, il y a une mosquée et une église. L'île dispose d'un accès à l'électricité qui fonctionne entre 14h00 et 17h00.
Saonek est connue pour sa pêche de thazards qui sont transformés en poissons salés, en craquelins et qui sont vendus comme souvenirs pour les touristes. Cependant, cette activité dépend des conditions de la mer, lorsque les vagues sont grosses, les pêcheurs ne peuvent pas aller en mer et changent de métier pour ramasser des coquillages et pêcher des carangues sur la jetée du village,.

## Histoire
Entre 2003 et 2005, l'île de Saonek était le centre administratif du Kabupaten de Raja Ampat avant de déménager à Waisai. Auparavant, le village de Saonek était un ancien lieu de pèlerinage pour les populations de la région comme en témoigne l'existence d'un cimetière. La tombe principale est celle d'Arrafana, un prédicateur islamique qui a contribué à la diffusion de l'islam en Papouasie et de son épouse. Une autre tombe importante ne peut être vue que lorsque la mer est basse.
Les eaux de l'île Saonek abritent une faune marine importante avec des récifs coralliens, des poissons, des mollusques, des célentérés, des échinodermes et des crustacés.